# 約翰·高福 (電台製作人)
約翰·謝菲·高福（英語：John Jeffrey Gough，1903年6月23日—1951年11月7日），澳洲朗塞斯頓人，是一名作曲家、電台製作人。曾經移民到英國並為英國廣播公司工作。

## 註解
1. ↑  英語：